# Фитч, Ральф
Ральф Фитч (англ. Ralph Fitch, 1550 — ок. 1611) — британский путешественник, купец из Лондона, один из первых англичан, посетивших Ближний Восток, Индию и Юго-Восточную Азию. Описав свои путешествия 1583—1591 годов, он, по возвращении в Англию, стал важным консультантом Британской Ост-Индской компании.
Биографической сведений о его ранних годах мало; предположительно, родился в Дерби. Известно, что в 1575 году он получил двухлетний кредит от компании Worshipful Company of Leathersellers. В феврале 1583 года вместе с компанбонами купил корабль Tiger и отправился в плавание на Ближний Восток. Из Алеппо он достиг Евфрата и, пройдя по рекам всё Междуречье и побывав в Багдаде и Басре, достиг Персидского залива. В Ормузе был вместе с его компаньонами арестован португальцами и осенью того же года переправлен в португальский порт в Индии Гоа. Там благодаря заступничеству иезуитов они в конце концов получили свободу. В апреле 1584 года Фитч отправился путешествовать по Могольской империи, посетив множество городов Индии, в том числе Аллахабад и Бенарес, затем отправился в Пегу, Бирму и Шан, в 1588 году достиг Малакки. Осенью того же года через Бенгалию, Гоа, Ормуз, Басру, Алеппо, Триполи и Средиземное море отправился в обратный путь, прибыв в Лондон 29 апреля 1591 года, обнаружив по прибытии, что на родине уже объявлен умершим. Продолжил работу в Leathersellers, в 1608 году вошёл в состав её руководства.